# Tatra B3
Tatra B3 je tip čehoslovačke tramvajske prikolice, koju je proizvodila tvornica ČKD.

## Konstrukcija
Tatra B3 je jednosmjerna četveroosovinska tramvajska prikolica. Konstrukcija je ista kao kod tramvaja Tatra T3. Prikolice su iste kao tramvaji T3, samo što su prikolice bez upravljačnice, pa prikolica ima veći kapacitet. Prikolica se može spajati u kompoziciju motorna kola+prikolica, ili motorna kola+motorna kola+prikolica.

## Proizvodnja
Od 1973. do 1988. godine je proizvedeno 122 prikolice.
| Država   | Grad     | Tip  | Godine prodaje | Isporučeno   | Garažni brojevi  |
| -------- | -------- | ---- | -------------- | ------------ | ---------------- |
| Hrvatska | Osijek   | B3YU | 1982.          | 4 prikolice  | 8201-8204        |
| Njemačka | Chemnitz | B3D  | 1973. – 1988.  | 62 prikolice | 701-762          |
| Njemačka | Schwerin | B3D  | 1973. – 1988.  | 56 prikolica | 301-347, 351-359 |

## Povijesna vozila
- Schwerin (tramvaj g.b. 359)
- Chemnitz (tramvaj g.b. 713, ex g.b. 714)

## Poveznice
- Označavanje tramvajskih vozila Tatra| Tramvaji Tatra proizvedeni u tvrtki ČKD u Pragu | Tramvaji Tatra proizvedeni u tvrtki ČKD u Pragu                                                       | Tramvaji Tatra proizvedeni u tvrtki ČKD u Pragu |
| ----------------------------------------------- | --- | ----------------------------------------------- |
|                                                 | |                                                 |
| Jednodijelni (T)                                | T1 • T2 • T3 (T3R • T3RF) • T4 • T5 (T5A5 • T5B6 • T5C5) • T6 (T6A2 • T6A5 • T6B5 • T6C5) • T7 (T7B5) |                                                 |
|                                                 | |                                                 |
| Zglobni (KT, RT)                                | K1 • K2 • K5 • KT4 • KT8D5 (KT8D5N) • RT6 (RT6N1 • RT6S) • RT8D5                                      |                                                 |
|                                                 | |                                                 |
| Prikolice (B)                                   | B3 • B4 • B6A2                                                                                        |                                                 |
|                                                 | |                                                 |
| Označavanje tramvajskih vozila Tatra            | |                                                 |